# Prezydenci Rzeszowa
Lista właścicieli, zarządców Rzeszowa oraz osób sprawujących funkcje prezydentów lub burmistrzów tego miasta.

## Okres władzy szlacheckiej
- Jan Pakosławic (miasto dostaje od Kazimierza Wielkiego w 1354, przyjmuje nazwisko Rzeszowski)
- Jan Feliks Rzeszowski (syn Jana Pakosławicy)
- Jan (syn Jana Feliksa)
- Jan Rzeszowski zwany Starszym, albo Nosem, bp krakowski
- na skutek braku męskiego potomka i podziału spadku po bp Jana majątek dziedziczony jest po kądzieli przez:
  - Małgorzatę
  - Ofkę
- Piotr Lunak Kmita
- Mikołaj Rzeszowski
- Rzeszowscy (???)
- Adam z Żerkowa
- Mikołaj Spytek Ligęza (1583–1638, po ślubie z Zofią Rzeszowską przejmuje jej rodzinny majątek)
- Zofia Prudencjana[1] Ligęza z "Bobrku" i mąż Władysław Dominik Zasławski-Ostrogski
- Konstancja Ligęza z Borku (1638 czasowo gospodaruje majątkiem ojca, po śmierci siostry, do ślubu z Jerzym Sebastianem Lubomirskim)
- Jerzy Sebastian Lubomirski (1638–1667)
- Hieronim Augustyn Lubomirski (1667–1708 syn Jerzego Sebastiana i Konstancji)
- Jerzy Ignacy Lubomirski (1708–1761 syn Hieronima Augustyna i jego żony, również o imieniu Konstancja)
- Joanna Lubomirska (okresowo zarządzała włościami w czasie nieobecności syna, żona Jerzego Ignacego)
- Teodor Hieronim Lubomirski – pasierb Joanny, umiera bezdzietnie
- Franciszek Grzegorz Lubomirski (1761–1812 syn Jerzego Ignacego i Joanny, Brat Teodora Hieronima)
- Jerzy Roman Lubomirski odsprzedał Rzeszów władzom austriackim

## Zabór austriacki
- Michael Liebl (burmistrz, do ok. 1835)[2]
- posada nieobsadzona (ok. 1835/1836)[3]
- Antoni Piątkowski (burmistrz, od ok. 1836 do ok. 1842)[4][5][6][7][8][9]
- posada nieobsadzona (ok. 1842/1843)[10]
- Adolf Koschina (burmistrz, od ok. 1843 do ok. 1847)[11][11][12][13][14]
- Johann Aichmüller (burmistrz, od ok. 1847 – 1855)[15]
- Wojciech Kalinowski (burmistrz, 1857–1859)
- Feliks Jaśkiewicz (burmistrz, 1859–1861)
- Feliks Holzer (burmistrz, 1861–1867)
- Jan Pogonowski (naczelnik miasta i przewodniczący Rady Miejskiej, 1867–1868)
- Edward Praschill (naczelnik miasta, 1868–1869)
- Adam Geisler (p.o. naczelnika miasta, 1869)
- Ambroży Towarnicki (naczelnik miasta, 1870–1873)
- Edward Neugebauer (naczelnik miasta, 1873–1874)
- Ambroży Towarnicki (naczelnik miasta, 1874–1882)
- Wojciech Kalinowski (naczelnik miasta, 1882–1887)
- Wiktor Zbyszewski (naczelnik miasta, 1887–1890)
- Jan Pogonowski (naczelnik miasta, 1889–1891)
- Edward Brudnicki (kierownik komisarycznego zarządu miasta, 1891–1893)
- Leon Schott (burmistrz, 1893–1896)
- Stanisław Jabłoński (burmistrz 1896–1916, przewodniczący tymczasowego zarządu miasta w 1902 i 1914–1916)
- Roman Krogulski (burmistrz, prezydent od 1933, 1913–1935)

## II Rzeczpospolita
- Roman Krogulski (burmistrz od 1918 roku, prezydent miasta w latach 1934–1935)
- Jan Niemierski (prezydent, 1935–1939)
- Jarosław Barwicz (prezydent, 1939)

## II wojna światowa
- Ks.Michał Tokarski (tymczasowy prezydent, 1939)
- Maksymilian Rybicki (tymczasowy prezydent, 1939)
- okupacyjne władze niemieckie (1939–1944)

## PRL
- Tomasz Wiński ps. „Radwan” (komisarz miasta, 1944)
- Franciszek Ślusarczyk (prezydent, 1944–1948)
- Jan Huss (prezydent, 1948–1950)
- Józef Radwan (przewodniczący prezydium Miejskiej Rady Narodowej (MRN), 1950–1952)
- Leon Stanio (przewodniczący prezydium MRN, 1952–1963)
- Alfred Żądło (przewodniczący prezydium MRN, 1963–1971)
- Emil Rejus (przewodniczący prezydium MRN, 1971–1973)
- Edward Bilut (prezydent, 1974–1977)
- Mieczysław Chudzik (prezydent, 1977–1982)
- Ludwik Chmura (prezydent, 1983–1990)

## III Rzeczpospolita

### Prezydenci Rzeszowa od 1990 roku
| Lp.    | Zdjęcie | Imię i nazwisko     | Okres sprawowania | Okres sprawowania           | Przynależność partyjna               |
| Lp.    | Zdjęcie | Imię i nazwisko     | Od                | Do                          | Przynależność partyjna               |
| ------ | ------- | ------------------- | ----------------- | --------------------------- | ------------------------------------ |
| 1.     |         | Zdzisław Banat      | 26 marca 1990     | 5 marca 1991                | Zjednoczenie Chrześcijańsko-Narodowe |
| 2.     |         | Mieczysław Janowski | 5 marca 1991      | 2 marca 1999                | Akcja Wyborcza Solidarność           |
| 3.     |         | Andrzej Szlachta    | 2 marca 1999      | 10 listopada 2002           | Akcja Wyborcza Solidarność           |
| 4.     |         | Tadeusz Ferenc      | 10 listopada 2002 | 10 lutego 2021 (rezygnacja) | Sojusz Lewicy Demokratycznej         |
| (p.o.) |         | Marek Bajdak        | 25 lutego 2021    | 21 czerwca 2021             | Prawo i Sprawiedliwość               |
| 5.     |         | Konrad Fijołek      | 21 czerwca 2021   | nadal                       | Rozwój Rzeszowa                      |